# Masters de Indian Wells 1992
El 1992 Newsweek Champions Cup and the Matrix Essentials Evert Cup fue la 16.ª edición del Abierto de Indian Wells, un torneo del circuito ATP y WTA Tour. Se llevó a cabo en las canchas duras de Indian Wells, en California (Estados Unidos), entre el 2 y el 16 de marzo de ese año.

## Ganadores

### Individual masculino
Michael Chang venció a  Andrei Chesnokov,  6–3, 6–4, 7–5

### Individual femenino
Monica Seles venció a  Conchita Martínez, 6–3, 6–1

### Dobles masculino
Steve DeVries /  David MacPherson vencieron a  Kent Kinnear /  Sven Salumaa, 4–6, 6–3, 6–3

### Dobles femenino
Claudia Kohde-Kilsch /  Stephanie Rehe vencieron a  Jill Hetherington /  Kathy Rinaldi, 6–3, 6–3